# Rumelikavağı
Rumelikavağı, noto anche come Rumeli Kavağı, è un villaggio e una mahalle del comune e distretto di Sarıyer, nella provincia di Istanbul, in Turchia. Rumeli è il nome turco della Tracia e Kavak significa “posto di controllo” in turco ottomano, in riferimento alla posizione strategica della località sul Bosforo. Il villaggio di Anadolu Kavağı si trova dall'altra parte del Bosforo. Il clima di Rumelikavağı è meno mite rispetto a quello di Anadolu Kavağı, a causa della sua posizione aperta al vento del nord.
In passato era un piccolo villaggio di pescatori. Nel XVII secolo fu costruito un castello per controllare gli assalti navali cosacchi dal Mar Nero. Nel 1877, durante la guerra russo-turca (1877-1878), una parte degli immigrati dalle province occupate dalla Russia si stabilì a Rumelikavağı. Fino agli anni Sessanta, la maggior parte di Rumelikavağı era una zona riservata ai militari.
A Rumelikavağı ci sono molti luoghi di interesse, come rovine di castelli medievali, moschee, chiese, fontane, hamam, ecc. Il ponte di Yavuz Sultan Selim sul Bosforo si trova a nord del quartiere.